# Полушкино (Одинцовский городской округ)
Полушкино — деревня в Одинцовском городском округе Московской области, ранее входила в городское поселение Кубинка. Население 100 человек на 2006 год, в Полушкино 2 улицы, при деревне числятся: железнодорожная станция Полушкино, посёлки сельского типа Старых Большевиков и Торфопредприятие и 15 садовых товариществв. До 2006 года Полушкино входило в состав Крымского сельского округа.

## География
Деревня расположена на западе района, у границы с Рузским районом, вблизи восточного берега Полецкого озера, высота центра над уровнем моря 174 м. Ближайшие населённые пункты — Посёлок Авиаработников в 1 км на север и деревня Крутицы в 1,5 км на юг.

## История
На 1852 год в Полушкино числилось 12 дворов, 70 душ мужского пола и 75 — женского, собственность княгини Марьи Николаевны Черкасской, в 1890 году — 82 человека. По Всесоюзной переписи 17 декабря 1926 года числилось 27 хозяйств и 136 жителей, на 1989 год — 68 хозяйств и 109 жителей.

## Достопримечательности
- Полушкинские каменоломни